# Station Emmersbæk
Station Emmersbæk is een spoorweghalte in Emmersbæk in de Deense gemeente Hjørring. De halte werd in 1925 geopend als halte Terpet. De halte ligt aan de lijn Hjørring - Hirtshals. 